# Stockmann (Rusland)
Stockmann (Russisch: CTOKMAHH) is een Russische warenhuisketen, die afgesplitst en onafhankelijk is van het Finse warenhuisconcern Stockmann. In 1989 opende het Finse Stockmann de eerste vestiging buiten Finland in Moskou. Deze vestiging was in het GUM-winkelcentrum. en richtte zich op de nieuw opkomende welvarende klasse van Rusland, die voreg om buitenlandse producten van hoge kwaliteit. In 1998 opende het warenhuis zijn eerste stand-alone warenhuis.
In 2015 verkocht het Finse Stockmann de Russische aciviteiten aan Reviva Holdings voor € 5 miljoen. Reviva Holding exploiteert als franchisenemer is van het Britse Debenhams. De verkoop was het gevolg van de economische situatie van Finse bedrijven die relatief hard getroffen werden door de annexatie van de Krim, internationale sancties, een gedevalueerde roebel en een economische recessie. Het nieuws over het vertrek van Stockmann zorgde ervoor dat de aandelen in de vroege handel in Helsinki met 12 procent stegen.
De verkoop omvat vijf warenhuizen in de regio Moskou, één in Sint-Petersburg en één in Jekaterinenburg. Deze winkels hadden in 2014 een gezamenlijke omzet van € 240 miljoen met een operationeel verlies van € 26 miljoen en de omzet was dalende. Bij de verkoop is geen onroerend goed betrokken, omdat zes van de zeven warenhuizen de winkelruimte huurden op één filiaal na, dat in eigen bezit is. Het vastgoed van dit filiaal bleef in handen van het Finse Stockmann. De eenmalige opbrengsten van uit de verkoop van de Russische winkels werd door het Finse Stockmann geboekt als een desinvestering om de winstgevendheid van het opvolgende jaar te verbeteren.
In 2018 werd de webshop van Stockmann gelanceerd in Rusland.
In januari 2022 gaf de Russische staatsbank Sberbank aan dat zij het voornemen had om de Russische divisie van Stockmann over te nemen na een uitgebreide investeringsaudit. Een paar maanden zag de Sberbank er echter van af.
In april 2023 werd bekend dat de warenhuisketen in 2023 16 nieuwe filialen zou openen. De CEO van het bedrijf gaf aan dat er veel hoogwaardige winkelruimte beschikbaar is in Rusland vanwege het vertrek van buitenlandse bedrijven ten gevolge van de Oorlog in Oekraïne. Hoewel het Finse Stockmann geen goederen meer exporteert naar Rusland wordt de merknaam nog steeds gebruikt voor producten bij de Russische Stockmann. Bij de verkoop is afgesproken is dat het de merknaam nog tot eind 2028 mag gebruiken voor de warenhuizen en de verkochte producten.
Begin 2024 is Reviva Holdings nog altijd eigenaar van de Russische warenhuizen.

## Filialen
De warenhuisketen heeft begin 2024 filialen in:
- Moskou (16 filialen)
- Sint Petersburg (4 filialen)
- Moermansk
- Jekaterinenburg
- Novosibirsk
- Sotsji
- Krasnojarsk
- Perm